# Wienerberger AG

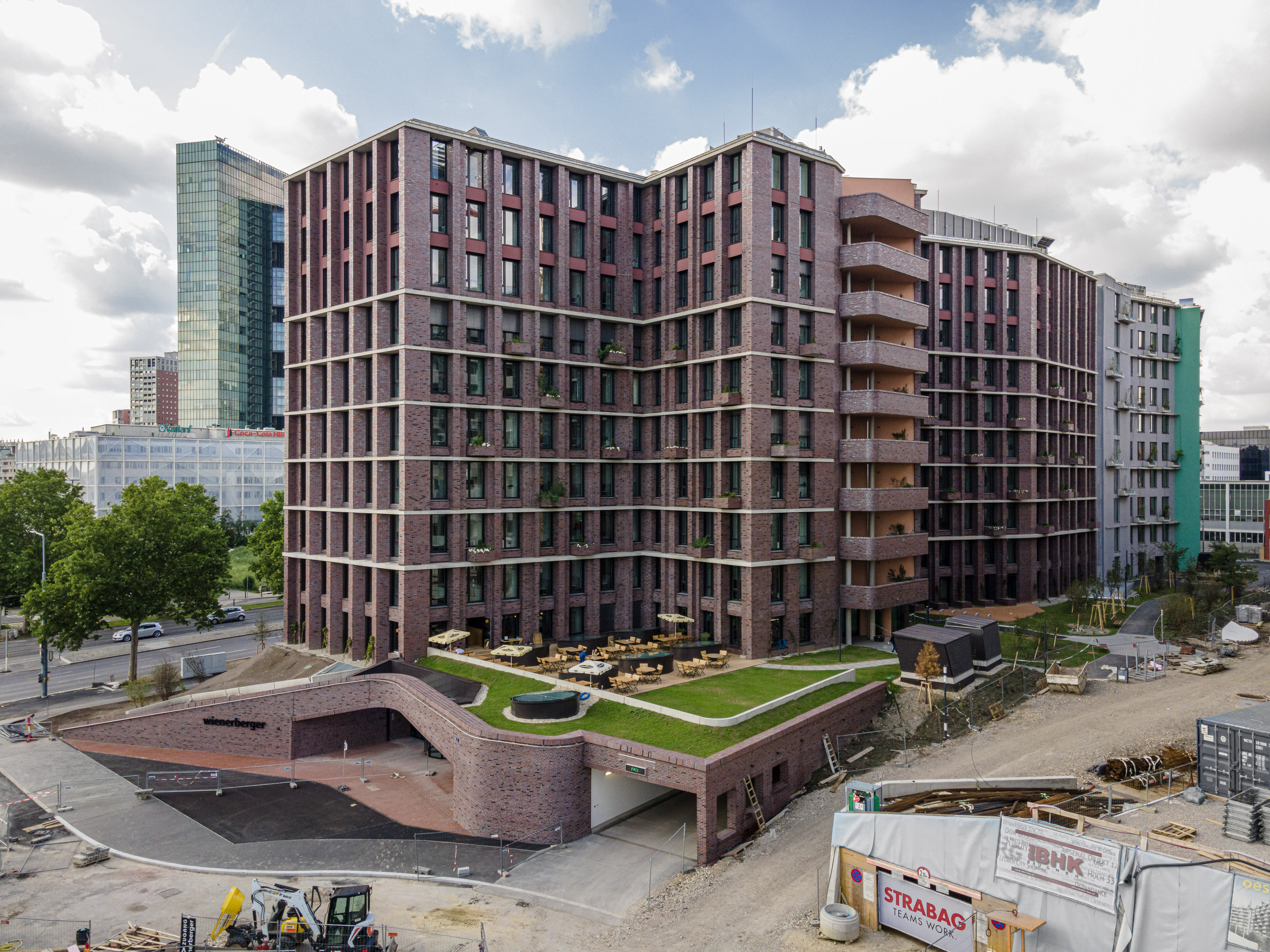
hoofdkantoor van Wienerberger op de Wienerberg in de zakenwijk Favoriten te Wenen

Wienerberger AG is een internationaal opererende Oostenrijkse onderneming met een notering aan de effectenbeurs te Wenen.
Het concern produceert en verhandelt bouwmaterialen, waaronder dakpannen en bakstenen. In België zijn Terca en Desimpel (gevelstenen) en Koramic (kleidakpannen) bekende merken.
Het wereldwijd aantal werknemers was volgens het jaarverslag 2019 17.234 per 31 december van dat jaar.
Wienerberger AG is eigenaresse van verscheidene steenfabrieken en aanverwante bedrijven in Nederland waaronder de bedrijven van Terca. In België nam het onder andere de door Aimé Desimpel ontwikkelde steenfabriek Desimpel te Kortemark over. Het concern bezit in de Verenigde Staten een grote dochteronderneming met de naam General Shale Brick Inc..

## Geschiedenis

### Klei
De onderneming werd in 1819 door Alois Miesbach (1791–1857) in Wenen opgericht.
Miesbach verwierf in 1820 en 1826 grote percelen grond op de hellingen van de (tegenwoordig in het zuiden van de stad Wenen gelegen) heuvel Wienerberg, waarvan de bodem 15 miljoen jaar oude tertiaire klei bevatte, een zeer goede grondstof voor baksteen. Hier exploiteerde hij grote steenfabrieken.
Na de dood van Miesbach in 1857 werd diens neef Heinrich von Drasche-Wartinberg directeur. 

### Kapitaal
In 1869 verkreeg het bedrijf een notering op de Weense effectenbeurs. Tijdens de tweede helft van de 19e eeuw, in de Duitstalige landen Gründerzeit genoemd, was er een grote economische activiteit en er werd zeer veel gebouwd. De vraag naar bakstenen en andere bouwmaterialen was extreem groot. Veel van de in de jaren 1860 gebouwde stadspaleizen en dergelijke aan de Wiener Ringstraße zijn met Wienerberger-bakstenen gebouwd. Wienerberger AG profiteerde hier sterk van.

### Arbeid
Schaduwzijde hiervan was, dat de werk- en leefomstandigheden van de arbeiders, die in de baksteenfabrieken werkten, extreem slecht waren. Veel arbeiders kwamen uit het latere Tsjecho-Slowakije en hadden de bijnaam Ziegelböhm (Tegel- of Baksteenbohemer).  Deze mensen moesten 7 dagen per week en tot 15 uur per dag werken. Ze kregen als loon geen geld, maar speciale blikken munten, die ze alleen in de kantines en winkels van het bedrijf zelf konden verzilveren (gedwongen winkelnering).
Victor Adler (1852-1918), de journalist die in 1889 de Sociaal-Democratische Arbeiders-Partij van Oostenrijk, de SDAPÖ, voorgangster van de huidige SPÖ,  zou oprichten, wist, mede door een serie zeer kritische krantenartikelen over dit onderwerp te publiceren, in 1885 te bewerken, dat dit systeem van loonuitbetaling in Oostenrijk-Hongarije wettelijk verboden werd. In 1895 wisten de arbeiders na een grote staking verdere verbeteringen van hun arbeidsvoorwaarden af te dwingen.

### Oorlogen
Wienerberger bleef een bloeiende onderneming; zo werd in 1887 12% dividend uitgekeerd, wat voor die tijd zeer veel was. Na de Eerste Wereldoorlog keerde het tij, enerzijds doordat het concern de fabrieken in Kroatië en de andere in 1918 van Oostenrijk onafhankelijk geworden landen in Oost-Europa verloor, anderzijds door economische crises en door de opkomende toepassing van beton als materiaal voor grote muren en dergelijke. In 1945, aan het einde van de Tweede Wereldoorlog, werden de grote fabrieken van Wienerberger aan de zuidrand van Wenen door geallieerde bombardementen verwoest.
Het herstel van de oorlogsschade was gunstig voor Wienerberger. Er was weer grote vraag naar bakstenen en dakpannen, waarin het bedrijf wereldfaam verwierf.

## Verdere expansie
Vanaf 1990 begon het concern in onder andere de Benelux, Duitsland en de Verenigde Staten bestaande steenfabrieken over te nemen en te reorganiseren.
De economische crisis van 2008 was aanleiding voor Wienerberger, om de product range uit te breiden met onder andere betonnen, keramieken en kunststof pijpleidingen en aanvullende producten voor de bouw van diverse soorten daken.